# Velika nagrada Abu Dabija
Velika nagrada Abu Dabija (arabsko أبوظبي سباق الجائزة الكبرى) je dirka Svetovnega prvenstva Formule 1, ki je prvič potekala kot zadnja dirka sezone 2009. Poteka na dirkališču Yas Marina, ki ga je zasnoval Hermann Tilke. Najuspešnejši dirkač dirkališča je Lewis Hamilton s petimi zmagami.

## Zmagovalci
| Leto | Dirkač           | Konstruktor                | Dirkališče            | Poročilo |
| ---- | ---------------- | -------------------------- | --------------------- | -------- |
| 2024 | Lando Norris     | McLaren-Mercedes           | Dirkališče Yas Marina | Poročilo |
| 2023 | Max Verstappen   | Red Bull Racing-Honda RBPT | Dirkališče Yas Marina | Poročilo |
| 2022 | Max Verstappen   | Red Bull Racing-RBPT       | Dirkališče Yas Marina | Poročilo |
| 2021 | Max Verstappen   | Red Bull Racing-Honda      | Dirkališče Yas Marina | Poročilo |
| 2020 | Max Verstappen   | Red Bull Racing-Honda      | Dirkališče Yas Marina | Poročilo |
| 2019 | Lewis Hamilton   | Mercedes                   | Dirkališče Yas Marina | Poročilo |
| 2018 | Lewis Hamilton   | Mercedes                   | Dirkališče Yas Marina | Poročilo |
| 2017 | Valtteri Bottas  | Mercedes                   | Dirkališče Yas Marina | Poročilo |
| 2016 | Lewis Hamilton   | Mercedes                   | Dirkališče Yas Marina | Poročilo |
| 2015 | Nico Rosberg     | Mercedes                   | Dirkališče Yas Marina | Poročilo |
| 2014 | Lewis Hamilton   | Mercedes                   | Dirkališče Yas Marina | Poročilo |
| 2013 | Sebastian Vettel | Red Bull-Renault           | Dirkališče Yas Marina | Poročilo |
| 2012 | Kimi Räikkönen   | Lotus-Renault              | Dirkališče Yas Marina | Poročilo |
| 2011 | Lewis Hamilton   | McLaren-Mercedes           | Dirkališče Yas Marina | Poročilo |
| 2010 | Sebastian Vettel | Red Bull-Renault           | Dirkališče Yas Marina | Poročilo |
| 2009 | Sebastian Vettel | Red Bull-Renault           | Dirkališče Yas Marina | Poročilo |